# Circondario di Schwandorf
Il circondario di Schwandorf è uno dei circondari dello stato tedesco della Baviera.
Fa parte del distretto governativo dell'Alto Palatinato.

## Città e comuni
(Abitanti al 31 dicembre 2023)
| Comuni del circondario | Città 1. Burglengenfeld (14 527) 2. Maxhütte-Haidhof (12 278) 3. Nabburg (6 349) 4. Neunburg vorm Wald (8 431) 5. Nittenau (9 506) 6. Oberviechtach (4 985) 7. Pfreimd (5 266) 8. Schönsee (2 360) 9. Schwandorf, Große Kreisstadt (30 239) 10. Teublitz (7 938) | Comuni 1. Altendorf (889) 2. Bodenwöhr (4 456) 3. Bruck in der Oberpfalz (4 496) 4. Dieterskirchen (1 025) 5. Fensterbach (2 430) 6. Gleiritsch (636) 7. Guteneck (834) 8. Neukirchen-Balbini (1 148) 9. Niedermurach (1 248) 10. Schmidgaden (3 128) 11. Schwarzach b.Nabburg (1 393) 12. Schwarzenfeld (6 463) 13. Schwarzhofen (1 409) 14. Stadlern (521) 15. Steinberg am See (1 996) 16. Stulln (1 689) 17. Teunz (1 839) 18. Thanstein (1 012) 19. Trausnitz (949) 20. Wackersdorf (5 398) 21. Weiding (466) 22. Wernberg-Köblitz (5 602) 23. Winklarn (1 378) |